# پریان (قوم)
پریان (پاریکان) به احتمال زیاد مربوط به پاریکای (Parika) اسرارآمیز اوستا هستند؛ که پری فارسی‌نو از این کلمه آمده است. به‌طور مثال در اوستا از جادوگران غیر زرتشتی سخن رفته که زنده‌کننده خاطرهٔ ساکنان غیر ایرانی پیشن بوده‌اند و گیگر بدان اشاره کرده و دیدگاه او در این مورد درست است.

## پریان در نبشته‌های کهن
هرودوت از وجود پریان در ساتراپ‌نشین دهم ماد و هفدهم پارسیان آگاه بوده. هکاتی هم از وجود شهر پاریکانو در پارس یاد می‌کند. یحتمل نام فرغانه در آسیای میانه نیز گرفته‌شده از اصطلاح مشابهی است اما این فرض یونگه که اصطلاح پاریکانیان (پریکانیان) فقط به فرغانه مربوط است و اینکه او یریکانیان، ارتوکوریبانتیان را از ماد جدا می‌کرد، و برای اثبات باور خویش چنین استدلال می‌آورد که گویا ساتراپ‌نشین‌های هرودوت اسامی قوم‌ها و قبیله‌های گوناگون بدون رعایت نظم و ترتیبی درج شده، تاب انتقاد ندارد. منابع موجود از ارتوکوریبانتیان در آسیای میانه یاد می‌کنند، گرچه در آنجا اصطلاح مشابه‌ِمفهومِ «تیگراخئودا» معلوم و معروف است.
پادشاهی ماد از کشورهای کوچک قدیم ماد و ماننا واسکیت تشکیل شده بود. بدین سبب منبع هرودوت گذشته از ماد از پاریکانیان و اورتوکوریبانتیان (سکایان تیز خئود) را نیز جزوِ ساتراپ‌نشین دولت ماد قلمداد می‌کند. اما در ظاهر منظور این منبع از پاریکانیان؛ بخشی از ساکنان پادشاهی پیشین ماننا بوده‌است که هنوز به‌شکل کامل با مادی‌ها یکجا و مخلوط نشده بود. پس از آن تاریخ، نام‌های یادشده تکرار نشده و منابع موجود تمام ساکنان ماد را فقط به نام مادی خوانده‌اند ولی خاک ماد از زمین‌های سه پادشاهی؛ ماد، ماننا و اسکیت وسیع‌تر بوده‌است.